# Toshiki Sakai
Toshiki Sakai (japanisch 堺 俊暉 Sakai Toshiki; * 18. September 1993 in Odawara) ist ein ehemaliger japanischer Fußballspieler.

## Karriere
Sakai erlernte das Fußballspielen in der Schulmannschaft der Soyo High School und der Universitätsmannschaft der Sendai-Universität. Seinen ersten Vertrag unterschrieb er 2016 bei Blaublitz Akita. Der Verein spielte in der dritthöchsten Liga des Landes, der J3 League. Für den Verein absolvierte er 27 Ligaspiele. Ende 2017 beendete er seine Karriere als Fußballspieler.